# 西巴奇卡區
西巴奇卡区（羅馬化：Zapadnobački okrug）是塞爾維亞伏伊伏丁那自治省西北部的行政区，行政中心为松博爾。该区北鄰匈牙利，西鄰克羅地亞。行政区面積为2,420平方公里，2020年人口数量为154,491人。

## 城市和市镇
西巴奇卡区的范围包括一个城市和三个市镇：
- 松博爾（城市）
- 阿帕廷
- 庫拉
- 奧扎齊